# Danny Dierckx
Pour les articles homonymes, voir Dierckx.
Danny Dierckx (né le 30 août 1968 à Geel,) est un coureur cycliste belge, actif des années 1980 à 2010.

## Biographie
Danny Dierckx est originaire de Geel, une commune située dans la province d'Anvers (Région flamande). Cycliste sur route, il a obtenu de nombreuses victoires chez les amateurs. Il a également évolué au niveau professionnel en 1994 et en 1995 au sein des équipes Vlaanderen 2002 et Rotan Spiessens, sans toutefois décrocher de résultats notables. 
Son frère jumeau Koen a lui aussi été coureur cycliste. 

## Palmarès
- 1989
  - 3e étape du Ronde van de Kempen
- 1992
  - Challenge de Hesbaye
- 1993
  - 3e étape du Tour du Limbourg amateurs
  - Tour de Belgique amateurs
- 1996
  - 1re et 2e étapes du Tour de la province d'Anvers
  - 2e du Zesbergenprijs Harelbeke
  - 3e de Bruxelles-Zepperen
- 1997
  - Bruxelles-Zepperen
  - Grand Prix Vic Bodson
  - Deux Jours du Gaverstreek :
    - Classement général
    - 1re étape

  - Coupe Egide Schoeters
  - Grote Prijs Nieuwkerken-Waas
  - 2e du Grand Prix Betekom
- 1998
  - Trofee van Haspengouw
  - 1re étape des Deux Jours du Gaverstreek
  - 2e de la Course des chats
  - 2e des Deux Jours du Gaverstreek
- 1999
  - Romsée-Stavelot-Romsée
  - 3e du Tour de la province d'Anvers
- 2000
  - Omloop West-Vlaanderen
  - Damiaan Classic
- 2005
  - 2e de la Coupe Marcel Indekeu
- 2006
  - Coupe Marcel Indekeu